# Проспект

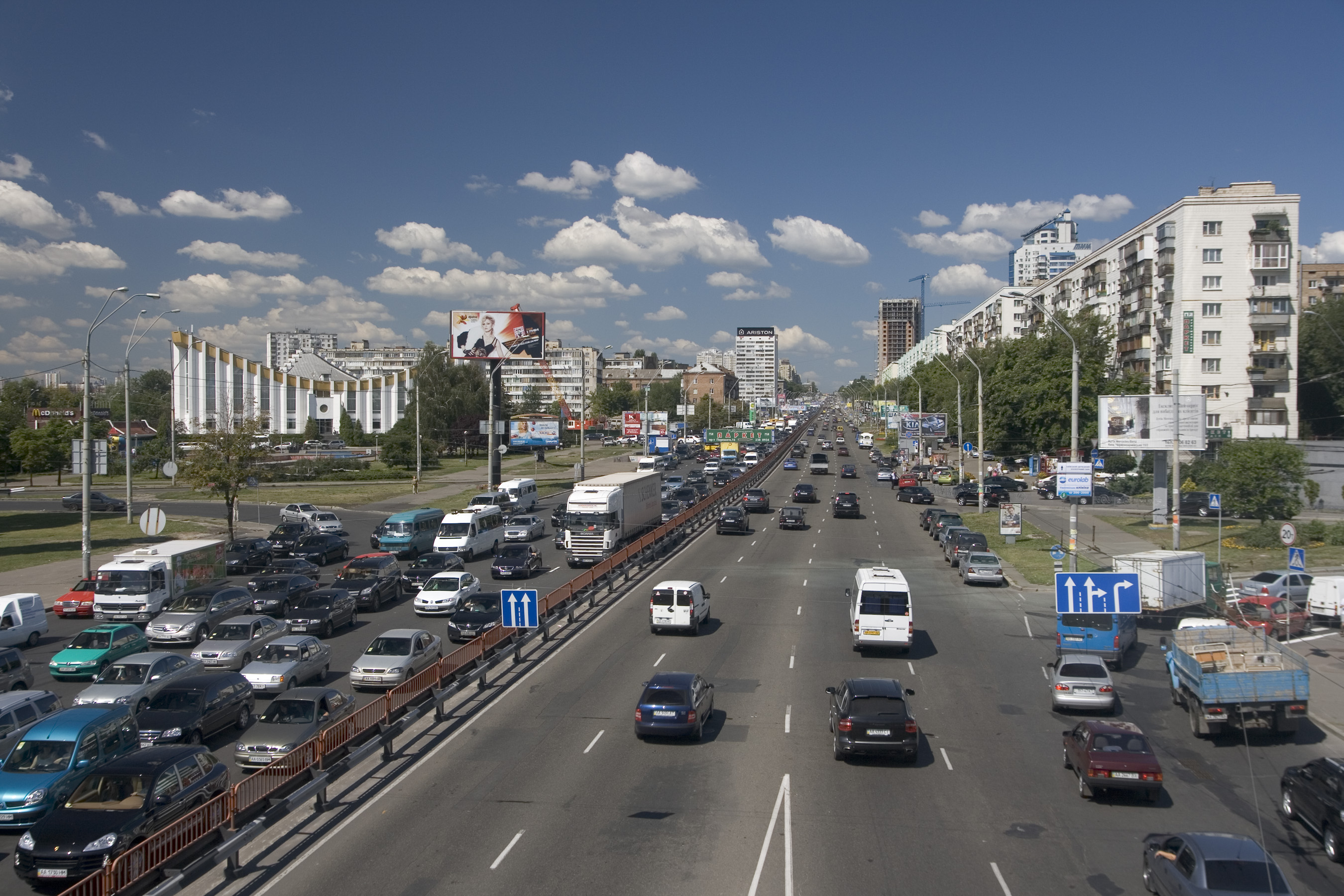
Берестейський проспект у Києві

Проспе́кт (від лат. prospectus — вид, перспектива) — довга, пряма та широка вулиця в містах, як правило, обсаджена деревами. Проспект не належить до типології вулиць, вибір назви для нього є довільним.
Слово «проспект» з'явилось у Російській імперії у XVIII сторіччі, при початку будівництва міста Санкт-Петербург. Тоді найбільші та найважливіші вулиці стали називати «перспективними дорогами», або «перспективами», від буквального значення графічної або візуальної перспективи. Один з найвідоміших проспектів, названих у той час є Невський проспект у Санкт-Петербурзі. Після цього назва трохи трансформувалася і з часом поширилася на інші російські регіони, а найбільшого поширення набула у часи СРСР під час розбудови великих міст і в наш час є частою назвою для вулиць у містах колишніх республік СРСР.
Основними ознаками для проспекту є його ширина, довжина та місце в ієрархії інших вулиць. Як правило, проспектами називають найцентральніші вулиці в містах, або такі, які з'єднують важливі частини міста — наприклад великий мікрорайон або масив мікрорайонів з центром міста, хоча у невеликих містах іноді трапляються винятки, коли проспектом називають малу, нешироку вулицю.
Одним з найкоротших проспектів є проспект Маршала Рокоссовського в Києві — його довжина всього близько 650 метрів.